# Hans Baatz

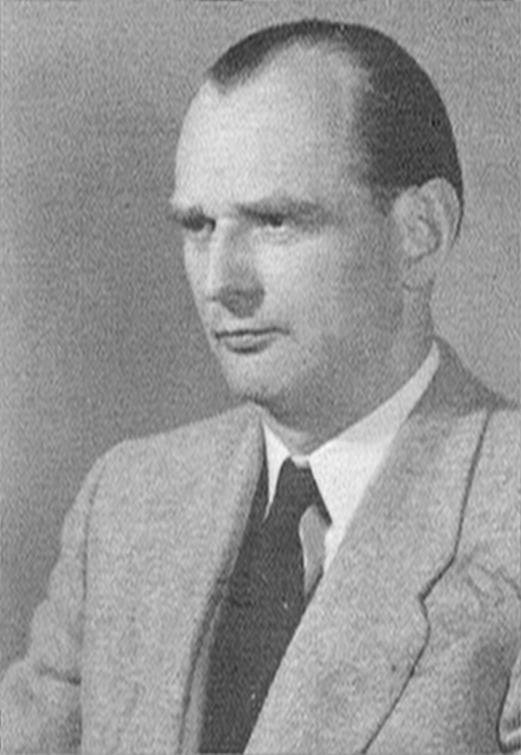
Hans Baatz

Hans Baatz (* 13. September 1906 in Danzig; † 26. Juni 1996 in Bad Pyrmont) war ein deutscher Frauen- und Badearzt, der die gynäkologische Balneotherapie verfocht.

## Leben
Als Sohn eines Stolper Frauenarztes studierte Baatz an der Albertus-Universität Königsberg Medizin. Im Sommersemester 1925 wurde er Mitglied des Corps Masovia. Das Corps und der Königsberger Senioren-Convent entsandten ihn schon 1926 als Vertreter zum Kösener Congress. Für das Wintersemester 1926/27 wurde er an die Karl-Ferdinands-Universität beurlaubt, um im Corps Suevia Prag aktiv zu werden. Wieder in Königsberg, musste er seine Aktivität aus Gesundheitsgründen als Corpsschleifenträger abbrechen. Nachdem er das Staatsexamen absolviert hatte, wurde er 1931 an der Hessischen Ludwigs-Universität zum Dr. med. promoviert. An der Charité wurde er Facharzt für Gynäkologie und Geburtshilfe. 1938 habilitierte er sich bei Harald Siebke an der Rheinischen Friedrich-Wilhelms-Universität Bonn, nachdem im Juni 1936 eine als Habilitationsschrift geplante Publikation abgelehnt wurde. Wegen grober Pflichtverletzung war sein Verbleib an der Universitätsfrauenklinik Berlin ab 1937 nicht mehr möglich. Als Privatdozent eröffnete er eine Arztpraxis in Berlin.
Baatz wurde 1933 Mitglied der SS, in der er 1940 den Rang eines Obersturmführers erhielt. Zum 1. Mai 1937 trat er der NSDAP bei (Mitgliedsnummer 3.933.984). Seit 1938 Leiter des Auslandsamts der Deutschen Dozentenschaft, förderte er besonders die deutsch-italienischen Beziehungen. Zu seinen Ehren gab das Deutsche Wissenschaftliche Institut in Bukarest im November 1943 einen Empfang. In der Nachkriegszeit arbeitete Baatz bei einem pharmazeutischen Unternehmen in Braunschweig. 1951 ließ er sich als Frauen- und Badearzt in Bad Pyrmont nieder, dessen Entwicklung zum Kurort er maßgeblich mitgestaltete. 1960 erhielt er auch das Band des Corps Palaiomarchia. Bis 1981 übernahm er in Bad Pyrmont die Leitung der gynäkologischen Abteilung am Balneologischen Institut. Zugleich arbeitete er als leitender Arzt des Sanatoriums Fürstenhof. Von 1980 bis 1984 leitete er die Sektion Gynäkologische Balneotherapie der Deutschen Gesellschaft für Gynäkologie und Geburtshilfe. Er schrieb gut 100 Publikationen zu diesem Thema. Er starb drei Monate vor seinem 90. Geburtstag.

## Auszeichnungen
- Kriegsverdienstkreuz (1939) II. Kl. (1. September 1942)
- Kriegsverdienstkreuz I. Kl. (1945)
- Orden der Krone von Italien, Offizierskreuz